# Sakura Goodbye
Singles de Scandal
Doll
(2008) Shōjo S
(2009)
Sakura Goodbye (SAKURAグッバイ) est le cinquième single du groupe japonais Scandal sorti le 4 mars 2009.
La chanson a été utilisée pour le générique de fin de l'émission Mecha-Mecha Iketeru!. Le single s'est classé à la 30e position au Japon via l'Oricon et à la 22e via le Japan Hot 100.

## Liste des titres
Toute la musique est composée par MASTERWORKS.
| 1. | Sakura Goodbye | Tomomi Ogawa, MASTERWORKS | 4:02 |
| 2. | Tokyo          | Scandal, MASTERWORKS      | 3:00 |
| 3. | Sakura Goodbye | (instrumental)            | 4:00 |